# Gorka Guruzeta Rodríguez
Gorka Guruzeta Rodríguez (Donostia, 12 de setembre de 1996) és un futbolista professional basc que juga com a davanter al club de la Lliga Athletic Club.

## Carrera de club
Nascut a Sant Sebastià, Guipúscoa, País Basc, Guruzeta es va incorporar a la formació juvenil de l'Athletic Club el 2014, procedent d'l'Antiguoko KE. Va debutar com a sènior amb l'equip de formació la campanya 2014-15, a Tercera Divisió.
El 18 de desembre de 2015, aprofitant la lesió d'Asier Villalibre, Guruzeta va ascendir al filial de Segona Divisió. Va fer el seu debut professional tres dies després, començant com a titular en un empat a casa 1-1 contra el CD Lugo.
Guruzeta va debutar amb el primer equip i a la Lliga el 27 d'agost de 2018, substituint Markel Susaeta al final de l'empat 2-2 a casa contra l'SD Huesca; va participar en vuit partits més de Lliga i Copa del Rei durant la campanya 2018-19, amb un gol en un partit de Copa a casa del Sevilla FC (l'Athletic va guanyar la nit però va perdre l'eliminatòria global). L'abril de 2019, tornant a jugar amb l'equip B de la tercera categoria, va patir una greu lesió, i es va trencar el lligament creuat anterior del genoll dret. Es va recuperar amb èxit però no va tornar a jugar amb el primer equip.
L'1 de setembre de 2020, Guruzeta va rescindir el seu contracte amb els Lleons i va signar un contracte de tres anys amb el nouvingut de segona divisió CE Sabadell FC poques hores més tard, amb l'Athletic conservant una opció fins al 2022 per recomprar-lo. Va marcar el seu primer gol professional el 22 de novembre, marcant el segon gol del seu equip en un èxit a casa per 3-1 davant la UD Las Palmas.
El 16 de juliol de 2021, després de patir el descens, Guruzeta va fitxar per la SD Amorebieta. El 3 de juliol de l'any següent, després de marcar 13 gols quan el seu equip baixava, va tornar a l'Athletic amb un contracte de dos anys.

## Palmarès
Athletic Club
- 1 Copa del Rei: 2024[11]

## Vida personal
El pare de Guruzeta, Xabier, també era futbolista; defensa central, va representar principalment la Reial Societat durant la seva carrera. El seu germà petit Jon, que juga d'extrem dret, també va començar la seva carrera a Antiguoko abans d'acceptar unir-se al planter de l'Athletic de Bilbao el 2018.